# Битка код Бичи хеда (1690)
Битка код Бичи Хеда одиграла се 10. јула 1690. године између енглеске и француске флоте. Битка је део Деветогодишњег рата и прва од читавог низа битака које су биле вођене око превласти на мору између Енглеске и Француске у раздобљу од готово 130 година. 1689. године Француска је под краљем Лујем XIV била најјача држава на европском континенту а њена ратна морнарица је бројала око 120 ратних бродова. Битка је завршена победом Француза.

## Увод
Француска флота, под адмиралом грофа од Турвила, испловила је из Бреста 23. јуна да изврши инвазију Енглеске. Њени извиђачки делови дошли су 3. јула код острва Вајта. У додир са англо-холандским снагама које су успеле да се сједине, француска флота имала је 70 линијских бродова, 18 брандера, 8 фрегата са 4624 топа и 28 000 људи, а англо-холандска 57 линијских бродова, 11 брандера са 3842 топа и 23 000 људи. Уочивши противничку надмоћ командант савезничке флоте, адмирал А. Херберт избегавао је одлучујући судар тежећи да веже противничку флоту да не би могла оперисати на другим правцима. При слабом ветру, вешто се користећи струјама морских мена, удаљавао се од непријатеља и избегавао битку све до 9. јула, када је примио краљичино наређење да без одлагања ступи у борбу. Оправдавајући своју тактику, Херберт је упозоравао на тешке последице у случају пораза и први употребио термин fleet in being (ушао у стратегију као појам флоте која самим својим постојањем спречава противника да предузме одсудну операцију против копна).

## Битка
При свежем североисточном ветру Французи су се 10. јула изјутра постројили у поредак колоне и чекали око три часа док савезници нису завршили постројавање у њиховој приветрини. Водећи рачуна о надмоћи противника, адмирал Херберт је одлучио да нападне заштитницом, а центар и претходницу да задржи ван домета противничке ватре. Међутим, савезничка холандска челна ескадра од 22 линијска брода под адмиралом Корнелиса Евертзена напала је у 6 часова француску челну ескадру са блиског одстојања. У 06:30 часова енглеска заштитница напала је француску, а енглески центар остао је ван борбе све до 10:00 часова. Уверивши се да Херберт својим центром не напада одлучно, гроф од Турвила је прискочио у помоћ свом челу са Првом дивизијом центра, обухватио Холанђане који су се нашли скоро у потпуном обручу, и страховито трпели од ватре надмоћнијег противника; један линијски брод Французи су им заробили, а само трису била у стању да наставе борбу. Из критичне ситуација савезнике је спасла Евертзенова сналажљивост ~ наредио је да се оборе сидра не спуштајући једра и тако заварао Французе који су одједрили. Пример Евертзена следили су и Енглези. У 22:00 часа савезници су, користећи се плимном струјом, почели да одступају. Гроф од Турвила их је веома опрезно гонио све до 18. јула, држећи флоту на окупу и пропустио прилику да противнику нанесе теже губитке. У гоњењу савезници су изгубили, по енглеским подацима, седам, а по француским чак 15 бродова. Француска флота упловила је у Авр ради попуне муницијом и поправки и већ 29. јула била је спремна за дејства.

## Последице
Французи који нису изгубили ни један брод нису ни гонили пораженог противника и тако су пропустили прилику да поптуно добију превласт на мору. Такође нису искористили ни своју победу за пребацивање војске у Енглеску. Тиме је победа код Бичи Хеда остала је без утицаја на рат на копну, јер је у међувремену, Џејмс II поражен у Ирској, па је и Луј XIV повукао своје трупе из Ирске и одустао од инвазије Енглеске. Најважнији резултат битке код Бичи Хеда био је учвршћење формализма у енглеској поморској тактици.